# Axel Taube
Axel Taube, född 15 september 1847 i Nysätra socken i Västerbotten, död 18 september 1923 i Malmö, var en svensk järnvägsman, tulltjänsteman och körledare.
Taube tog studenten på reallinjen vid Göteborgs högre latinläroverk 1868 och blev extra ordinarie kammarskrivare i Tullverket samma år, kontrollör vid Frövi-Ludvika järnväg den 1 maj 1874, stationsinspektor och trafikchefsassistent där den 15 december 1875, kamrer vid Malmö-Billesholms Järnväg 1884, vid Malmö-Simrishamns-, Malmö-Trelleborgs med flera järnvägar 1892. Han blev hedersordförande i Malmö KFUM 1890, ordförande i AB Malmö Saltsjöbad 1898, ledamot av Malmö S:t Petri församlings kyrkoråd 1905, av Malmö fattigvårdsstyrelse 1906, av Filharmoniska föreningens styrelse 1907. Han blev disponent för Fastighets AB Svanen 1895. Som kördirigent ledde han ett flertal sångturnéer i och utanför Sverige. År 1894 ledde han en svensk kör, som på inbjudan gästade London vid YMCA:s världskonferens samt gav konserter i Queen's Hall och Royal Albert Hall, vilket blev upphov till Svenska KFUM-kören. Han var riddare av Vasaorden och är begravd på S:t Pauli mellersta kyrkogård i Malmö.
Taube var far till skådespelaren Mathias Taube och farfar till skådespelaren Aino Taube. Han var farbror till trubaduren Evert Taube.

## Familj
Axel Taube var son till tullförvaltaren Otto Reinhold Taube (1816-1892) och Fredrique Taube (1816-1895), född Kjellerstedt. Han var gift tre gånger:
1. Den 8 juli 1875 i Haparanda med Mathilda Törnsten (1854-1876), dotter till major August Törnsten och Erika Törnsten, född Sallander. Barn: skådespelaren och konstnären Mathias Taube.
2. Den 20 november 1880 i Uppsala med Anna Wahlström (1860-1881), dotter till G. Wahlström och Louise Wahlström, född Lennartsson. Barn: Torsten Lennart, född 1881, död samma år.
3. Den 18 augusti 1886 i Köpenhamn med danskan Clara Ohlsén (1849-1931), dotter till trädgårdsmästaren E. Ohlson och Albertine Ohlson, född Kavn. Barn: Sigrid (1888-1981), gift 4 oktober 1915 med radiochefen Julius Rabe, dottern Anna (1889-1960),[7] lärarinna, gift Remmock, och dottern Dagmar (född 1890), diakonisselev och gift Landahl.[8]